# Белгун
Белгун (болг. Белгун) — село в Болгарии. Находится в Добричской области, входит в общину Каварна. Население составляет 382 человека.

## Политическая ситуация
В местном кметстве Белгун, в состав которого входит Белгун, должность кмета (старосты) исполняет Благомир Борисов Станев (Национальное движение «Симеон Второй» (НДСВ)) по результатам выборов.
Кмет (мэр) общины Каварна —  Цонко Здравков Цонев (независимый) по результатам выборов.